# Olga Płaszczewska
Olga Płaszczewska – polonistka i italianistka polska, profesor doktor habilitowany nauk humanistycznych. Odznaczona brązowym medalem „Zasłużony Kulturze Gloria Artis” (literaturoznawstwo, 7 listopada 2022).

## Życiorys
Odbyła studia na Uniwersytecie Jagiellońskim (filologia polska i włoska). Ponadto Studiowała we Francji (uzyskała Diplôme d’Études Approfondies na Université Stendhal w Grenoble, 1997), była stypendystką Università per Stranieri w Perugii, pracowała jako lektor języka polskiego na Università degli Studi w Mediolanie. 18 listopada 2002 uzyskała doktorat dzięki pracy pt. Wizja Włoch w polskiej i francuskiej literaturze okresu romantyzmu (1800–1850), a 2 marca 2011 habilitowała się na podstawie oceny dorobku naukowego i pracy zatytułowanej Przestrzenie komparatystyki – italianizm. Pełni funkcję proferesora Katedry Komparatystyki Literackiej na Wydziale Polonistyki Uniwersytetu Jagiellońskiego. Nominacja profesorska – 5 września 2022, wręczona 12 września 2023. Jest członkiem redakcji dwumiesięcznika „Arcana”.

## Publikacje książkowe
- 2002: Błazen i błazeństwo w dramacie romantycznym[1]
- 2003: Wizja Włoch w polskiej i francuskiej literaturze okresu romantyzmu (1800-1850) (wydanie 1.)[2]
- 2004: Włoskie przekłady dzieł Juliusza Słowackiego[2]
- 2010: Przestrzenie komparatystyki – italianizm[2]
- 2017: Włoskie divertimento. Szkice komparatystyczne[1]
- 2021: Gabinety, pracownie, mieszkania pisarzy i artystów w literaturze XIX-XX wieku[6]
- 2022: Wizja Włoch w polskiej i francuskiej literaturze okresu romantyzmu (1800-1850)[7] (wznowienie)
- 2022: Alfred Jesionowski, Przymierze z książką: krytyka literacka, publicystyka i proza z lat 1929–1945; pod redakcją Olgi Płaszczewskiej i Macieja Urbanowskiego[8]
- 2023: U poetów. Ćwiczenia z interpretacji[9]
- 2024: Zatarty ślad. Alfred Jesionowski — opowieść biograficzna[10]
- 2024: "Historia jak w powieści...". Alfred Jesionowski, przedwojenny inteligent [11]